# CiviCRM
CiviCRM è una piattaforma open-source liberamente scaricabile, nata per gestire le attività di gestione, comunicazione e raccolta fondi delle associazioni/ONG. La licenza dell'ultima versione è la GNU AGPL 3.
CiviCRM può essere affiancato ai CMS Drupal, Joomla! o WordPress. Fino al 2010 era sviluppata anche una versione standalone, che però è stata abbandonata dalla versione 3.2. Può essere utilizzato su dispositivi mobili nativamente o con il supporto di app di terze parti, come CiviMobile.
CiviCRM viene usato per le attività di raccolta fondi da diverse ONG tra cui Amnesty International, Creative Commons, Free Software Foundation e Wikimedia Foundation.

## Funzionalità Principali
- Gestione bancadati contatti
- Gestione associati (modulo CiviMember)
- Gestione donazioni (modulo CiviContribute)
- Gestione eventi (modulo CiviEvent)
- Gestione mailing e newsletter (modulo CiviMail)
- Gestione delle promesse di donazione (modulo CiviPledge)
- Gestione dell'erogazione di contributi/prestiti ad-personam (modulo CiviGrant)
- Gestione dei casi socio/assistenziali e sanitari (modulo CiviCase)
- Gestione integrata della reportistica  (modulo CiviReport)

Queste e altre funzionalità potrebbero essere disponibili su uno smartphone tramite CiviMobile. L'ultima ottava versione è stata rilasciata nell'ottobre 2024.